# Karađorđevac
Karađorđevac (cyr. Карађорђевац) – wieś w Serbii, w okręgu jablanickim, w mieście Leskovac. W 2011 roku liczyła 374 mieszkańców.